# Titanov tetraklorid
Titanov tetraklorid je anorganska spojina s formulo TiCl4. Ta je pomemben v proizvodnji titana kot kovine in pigmenta titanovega dioksida. TiCl4 je nenavaden primer kovinskega halida in je zelo nestabilen. Pri stiku z vlažnim zrakom tvori spektakularne motne oblake titanovega dioksida (TiO2) in vodikovega klorida (HCl).

## Lastnosti in struktura
TiCl4 je gosta, brezbarvna tekočina, ki jo lahko destiliramo, čeprav so lahko surovi vzorci rumene ali celo rdečerjave barve. To je ena od redkih prehodnih halogenskih kovin, ki je pri sobni temperaturi tekoča, podoben primer je še VCl4. Ta lastnost je posledica dejstva, da je TiCl4 molekularnega značaja in da je vsaka molekula TiCl4 relativno slabo povezana s svojimi sosedami. Večinoma so kovinski kloridi polimeri, pri čemer je atom klorida most med kovinskimi atomi. Privlačnost med posameznimi molekulami TiCl4 je šibka, predvsem med silami van der Waalsovih vezi, in ta slaba interakcija se kaže pri nizkem tališču in vrelišču, podobno kot pri CCl4.
Ti4+ ima "zaprto" elektronsko lupino, z enakim številom elektronov kot inertni plin argon. Tetraedrska struktura titanovega klorida je v skladu s svojim opisom kot d0 center kovin (Ti4+), obkrožena s štirimi enakimi ligandi. Ta konfiguracija vodi v veliko simetričnost objektov, zato tudi pride do tetraedrske oblike molekule. TiCl4 ima podobno strukturo kot TiBr4 in TiI4; te tri spojine si delijo veliko podobnosti. TiCl4 in TiBr4 reagirata tako, da pride do mešanih halogenidov TiCl4-xBrx, kjer je x = 0, 1, 2, 3, 4. Magnetne resonančne meritve tudi kažejo, da je halidna izmenjava hitra tudi med TiCl4 in VCl4.[2]
TiCl4 je topen v toluenu in kloriranih ogljikovodikih, kot tudi v drugih topilih, ki niso polarne vrste. Obstajajo dokazi, da nekateri aromatski ogljikovodiki tvorijo kompleks tipa [(C6R6) TiCl3]+. TiCl4 reagira ob dodatku topil, kot je THF, eksotermno, kar da heksagonalne adukte[3]. Večji ligandi (L) dajejo pentagonalne adukte TiCl4L.

## Izdelava
TiCl4 se proizvaja s procesom kloriranja, ki vključuje zmanjšanje vsebnosti titanovega oksida v rudi, ki je običajno ilmenit (FeTiO3) z ogljikom v okviru tekočega klora pri 900 °C. Nečistoče odstranimo z destilacijo.
2 FeTiO3 + 7 Cl2 + 6 C → 2 TiCl4 + 2 FeCl3 + 6 CO
Koprodukcija FeCl3 je nezaželena, saj je spodbudila razvoj alternativnih tehnologij. Namesto da bi neposredno uporabljali ilmenit, se uporablja "rutilna žlindra". Ta material, nečista oblika TiO2, izhaja iz ilmenita z odvzemanjem železa, bodisi z uporabo zmanjšanja ogljika ali ekstrakcijo z žveplovo kislino. Surov TiCl4 vsebuje vrsto drugih hlapnih halogenidov, vključno vanadijev klorid (VOCl3), silicijev tetraklorid (SiCl4) in kositrov tetraklorid (SnCl4), ki morajo biti ločeni.

## Uporaba

### Proizvodnja titanovih kovin
Svetovne zaloge titanove kovine, približno 4 MIO ton na leto, so izdelane iz TiCl4. Pretvorba poteka z zmanjšanjem klorida s kovino magnezij, tako dobimo titanovo kovino in magnezijev klorid. Ta postopek je zadnji korak v Krollovem postopku:
2 mg + TiCl4 → 2 + MgCl2 Ti
Tekoči natrij se  kot reducent prav tako uporablja namesto magnezija.

### Proizvodnja titanovega dioksida
Okoli 90 % TiCl4 proizvodnje se uporablja za proizvodnjo  pigmenta titanovega dioksida (TiO2). Proizvodnja vključuje hidrolizo TiCl4, ta proces tvori vodikov klorid [4].
TiCl4 + 2 H2O → TiO2 + 4 HCl
V nekaterih primerih TiCl4 oksidira direktno s kisikom:
TiCl4 + O2 → TiO2 + 2 Cl2

### Dimna zavesa
Uporablja se tudi za proizvodnjo dimnih zaves (oblakov) v vojaški industriji, saj proizvaja težek, bel dim, ki se zlepa ne dvigne v zrak.

## Kemijske reakcije
Titanov tetraklorid je vsestranski reagent, ki sodeluje pri tvorbi  raznolikih  derivatov, vključno s temi, ki so prikazani spodaj.

### Hidroliza in sorodne reakcije
Najbolj izstopajoča reakcija TiCl4 je njegova enostavna hidroliza, ki je nakazana s sproščanjem jedkega vodikovega klorida in formiranjem titanovega oksida ter kisikovih kloridov, kot je opisano zgoraj za proizvodnjo TiO2. V preteklosti so titanov tetraklorid prav tako uporabljali za ustvarjanje pomorskih dimnih zaves. Vodikov klorid hitro absorbira veliko vode. Tako se oblikujejo drobne kapljice klorovodikove kisline, ki (odvisno od vlažnosti) lahko absorbirajo še več vode in proizvedejo velike kaplje, ki učinkovito razpršijo svetlobo. Poleg tega je zelo lomni titanov dioksid tudi učinkovito svetlobno razpršilo. Zaradi korozivnosti (jedkosti) svojega dima pa TiCl4 ni več v uporabi.
Alkoholi, ki reagirajo s TiCl4, dajo ustrezne alkoholne okside s formulo [Ti (OR) 4] n (R = alkil, n = 1, 2, 4). Kot je razvidno iz formule, lahko ta sprejme alkoholne okside kompleksnih struktur, ki segajo od monomerov do tetramerov. Take spojine so uporabne v znanosti materialov, kot tudi organskih sintezah. Znan je titanov derivat izopropoksid, ki je monomer.
Organski amini reagirajo s TiCl4 in dajo komplekse, ki vsebujejo zapletene amide (ki vsebujejo R2N) in imide (ki vsebujejo RN2). Z amoniakom nastane titanov nitrit. Nazorna reakcija je sinteza tetrakis(dimetilamid)titana Ti (NMe2) 4, ki je rumene barve in v benzenu topna tekočina: [6] To je tetraedrska molekula, z ravninskimi dušikovimi jedri [7].
4 LiNMe2 + TiCl4 → 4 LiCl + Ti (NMe2) 4

### Kompleksi z enostavnimi ligandi
TiCl4 je Lewisova kislina, implicirana s tendenco  nagnjenja k hidrolizi. Z etrom THF, TiCl4 reagira in da rumene kristale TiCl4 (THF) 2. S kloridnimi solmi TiCl4 zaporedno reagira in tvori [Ti2Cl9] -, [Ti2Cl10] 2 - (glej sliko zgoraj), in [TiCl6] 2 - [8]. Zanimivo je, da je reakcija kloridnih ionov s TiCl4 odvisna od števca ionov. NBu4Cl in TiCl4 daje pentakoordinirano kompleksno NBu4TiCl5, medtem ko manjši NEt4 + daje (NEt4) 2Ti2Cl10. Te reakcije so poudarile  vpliv elektrostatičnih sil na strukturo spojin z močnimi ionskimi vezmi.

### Redoks ali oksidacijsko-redukcijske reakcije
Zmanjšanje TiCl4 z aluminijem rezultira v redukciji z enim elektronom. Triklorid (TiCl3) in tetraklorid imata nasprotujoče si lastnosti: triklorid je trden, obstojen usklajen polimer, in je paramagneten. Ko redukcija poteka v raztopini THF, Ti (III) izdelek pretvori v svetlo moder adukt TiCl3 (THF) 3.

### Kemija organskih kovin
Glavni članek: Organska titanova spojina
Kemija organskih kovin titana se običajno začenja pri TiCl4. Pomembna reakcija vključuje natrijev ciklopentadienil, ki daje titanocene diklorid, TiCl2 (C5H5) 2. Ta spojina in veliko njenih derivatov so predhodniki Ziegler-NATTA katalizatorjev. Reagent Tebbe je uporaben v organski kemiji in je iz aluminija in vsebuje derivat titanocene, ki izhaja iz reakcije titanocene diklorida s trimetilaluminijem. Uporablja se za "olefination" reakcije.
Aromatski ogljikovodiki, kot C6 (CH3) 6, reagirajo, da dajo piano-stool kompleks [Ti (C6R6) TS3] + (R = H, CH3 (glej sliko zgoraj). [9] Ta reakcija kaže na visoko vsebnost kislosti po Lewisu TiCl3 + , ki nastanejo po odvzemu klorida iz TiCl4 z AlCl3.

### Reagent v organski sintezi
TiCl4 najdemo v omejeni, vendar raznoliki rabi v organski sintezi, izkoriščujoč njegovo kislost po Lewisu in njegovo oksidativnost. [10] Ponazoritvena je Mukaiyamova aldolna reakcija. Ključ za to vlogo je težnja TiCl4 aktivirati aldehide (RCHO) z oblikovanjem aduktov kot (RCHO) TiCl4OC (H) R. Uporablja se tudi v McMurry-jevi reakciji v povezavi s cinkom, LiAlH4. Ti redukcijski agensi generirajo Ti (III) derivate, ki par ketonov privedejo do alkenov.

## Toksičnost in varnostna načela
Nevarnosti pri titanovem tetrakloridu večinoma izhajajo iz sprostitve vodikovega klorida (HCl). TiCl4 je močna Lewisova kislina, ki eksotermno oblikuje adukte celo na šibkih podlagah, kot sta THF in z vodo eksplozivno sproščajo HCl.

## Splošna literatura
- Holleman, A. F.; Wiberg, E. (2001). Inorganic Chemistry. Academic Press: San Diego. COBISS 24318981. ISBN 0-12-352651-5.
- Greenwood, N. N.; Earnshaw, A. (1997). Chemistry of the Elements (2 izd.). Butterworth-Heinemann. ISBN 0080379419.